# Donja Oraovica
Donja Oraovica falu Horvátországban, Sziszek-Monoszló megyében. Közigazgatásilag Dvorhoz tartozik.

## Fekvése
Sziszek városától légvonalban 38, közúton 55 km-re délre, községközpontjától 12 km-re északkeletre a Báni végvidék déli részén, az Oraovica-patak mentén, Divuša és Gornja Oraovica között fekszik.

## Története
A helyi kőbánya területén talált ókori leletek alapján megállapítható, hogy a kőbánya már az ókorban is használatban volt. A település neve olyan helyet jelöl, ahol sok a diófa. A név az „orah” (dió) növénynévből képzett helynév, mely egy „Orahovica” alakon keresztül alakult ki. Oraovica már a középkorban lakott település volt. Erről mesél "Crkvina" nevű településrésze, ahol a korabeli források szerint egy Szent Fülöp és Jakab tiszteletére szentelt templom állt. Határában egy másik, ismeretlen titulusú templom romjai is megtalálhatók. A középkorban Dobra Njiva várának uradalmához tartozott, mely egykor innen északkeletre, az Una folyó szigetén állt. A térség többi településéhez hasonlóan a 16. század második felében foglalta el a török.
Az 1683 és 1699 között felszabadító harcokban a keresztény seregek kiűzték a térségből a törököt és a török határ az Una folyóhoz került vissza. Ezután a Kordun területéről katolikus horvát, a török uralom alatt maradt Közép-Boszniából, főként a Kozara-hegység területéről, a Sana-medencéből és Likáról pravoszláv szerb családok érkeztek a felszabadított területekre. Az újonnan érkezettek szabadságjogokat kaptak, de ennek fejében határőr szolgálattal tartoztak. El kellett látniuk a várak, őrhelyek őrzését és részt kellett venniük a hadjáratokban. Oraovica benépesülése is a 17. században kezdődött, majd több hullámban a 18. században is folytatódott. 1696-ban a szábor a bánt tette meg a Kulpa és az Una közötti határvédő erők parancsnokává, melyet hosszas huzavona után 1704-ben a bécsi udvar is elfogadott. Ezzel létrejött a Báni végvidék (horvátul Banovina), mely katonai határőrvidék része lett. 1745-ben megalakult a Petrinya központú második báni ezred, melynek fennhatósága alá ez a vidék is tartozott.
1881-ben megszűnt a katonai közigazgatás és Zágráb vármegye Kostajnicai járásának része lett. 1857-ben 367, 1910-ben 563 lakosa volt. A 20. század első éveiben a kilátástalan gazdasági helyzet miatt sokan vándoroltak ki a tengerentúlra. 1918-ban az új szerb-horvát-szlovén állam, majd később Jugoszlávia része lett. A második világháború idején a Független Horvát Állam része volt. A háború után a béke időszaka köszöntött a településre. Enyhült a szegénység és sok ember talált munkát a közeli városokban. Ennek következtében újabb kivándorlás indult meg. Sok fiatal települt át a jobb élet reményében a közeli városokba, Glinára, Dvorra, Petrinyára, Bosanski Noviba. A délszláv háború előestéjén csaknem teljes lakossága szerb nemzetiségű volt. A falu 1991. június 25-én a független Horvátország része lett, de szerb lakossága a Krajinai Szerb Köztársasághoz csatlakozott. A falut 1995. augusztus 8-án a Vihar hadművelettel boszniai csapatok segítségével foglalta vissza a horvát hadsereg. A szerb lakosság többsége elmenekült. 2011-ben 41 lakosa volt.

## Népesség
| Lakosság változása | Lakosság változása | Lakosság változása | Lakosság változása | Lakosság változása | Lakosság változása | Lakosság változása | Lakosság változása | Lakosság változása | Lakosság változása | Lakosság változása | Lakosság változása | Lakosság változása | Lakosság változása | Lakosság változása | Lakosság változása |
| ------------------ | ------------------ | ------------------ | ------------------ | ------------------ | ------------------ | ------------------ | ------------------ | ------------------ | ------------------ | ------------------ | ------------------ | ------------------ | ------------------ | ------------------ | ------------------ |
| 1857               | 1869               | 1880               | 1890               | 1900               | 1910               | 1921               | 1931               | 1948               | 1953               | 1961               | 1971               | 1981               | 1991               | 2001               | 2011               |
| 367                | 471                | 514                | 557                | 598                | 563                | 561                | 615                | 235                | 255                | 239                | 205                | 185                | 180                | 46                 | 41                 |

## Nevezetességei
- Ismeretlen titulusú középkori templom maradványai.
- Crkvina nevű településrésze egy Szent Fülöp és Jakab tiszteletére szentelt egykori itteni templomról kapta a nevét.
- Ókori leletek a helyi kőbánya területén.